# Thierstein (huyện)
Thierstein là một trong 10 huyện của bang Solothurn của Thụy Sĩ, nằm ở phía bắc bang. Cùng với Huyện Dorneck, huyện này tạo thành Amtei (đơn vị bầu cử) Dorneck-Thierstein.
Thierstein có 12 đô thị, với Kleinlützel là một vùng đất nằm lọt trong huyện khác.

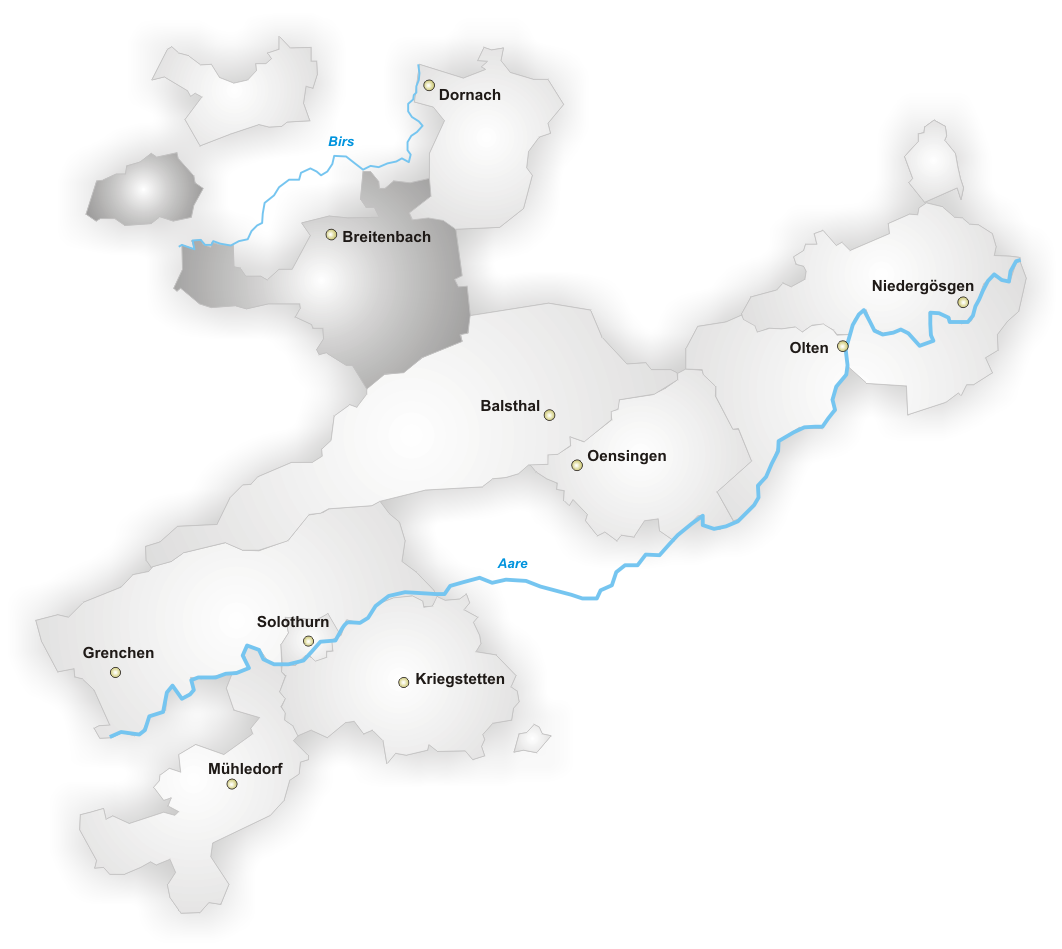
Huyện Thierstein

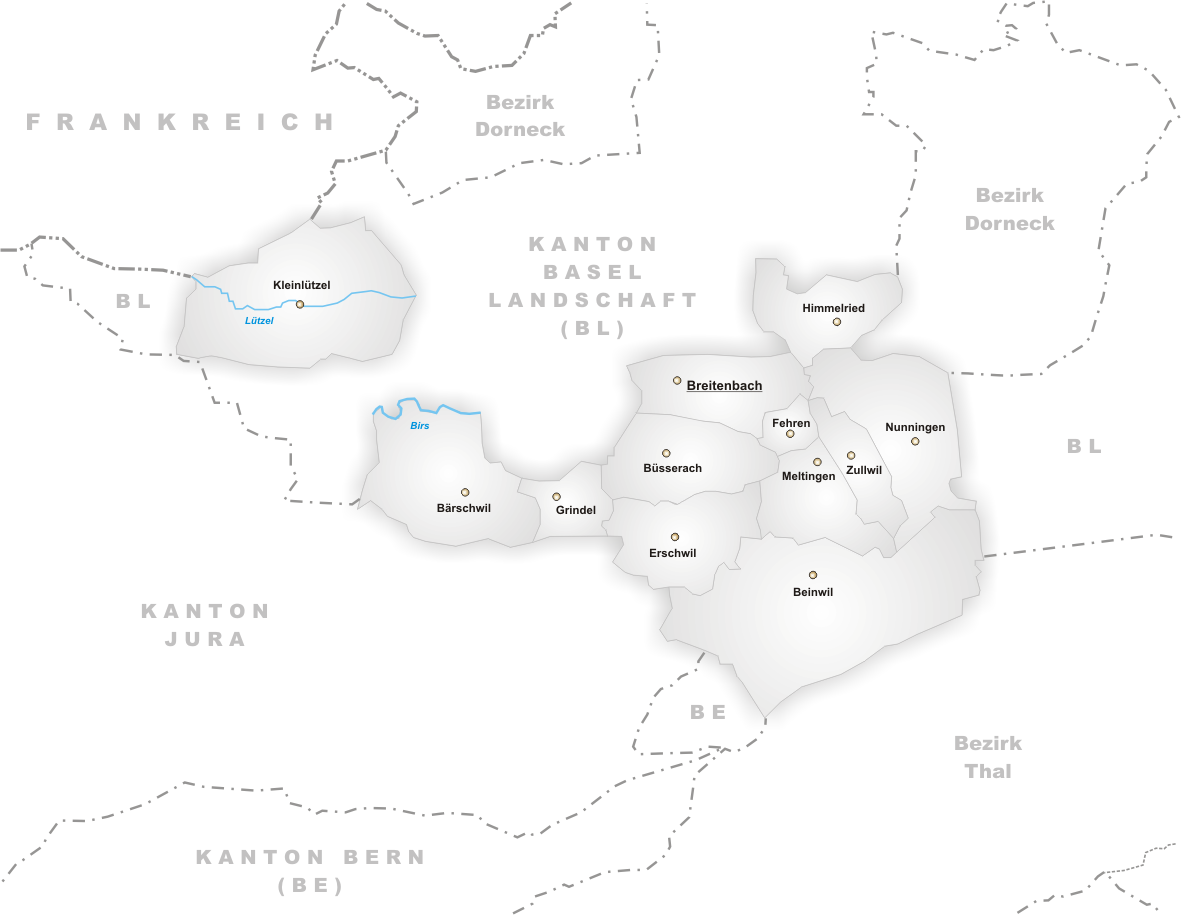
Các đô thị của Thierstein

| Huy hiệu    | Đô thị      | Dân số (Dec 2005) | Diện tích, km² |
| ----------- | ----------- | ----------------- | -------------- |
| Bärschwil   | Bärschwil   | 877               | 11,20          |
| Beinwil SO  | Beinwil     | 310               | 22.67          |
| Breitenbach | Breitenbach | 3330              | 6,83           |
| Büsserach   | Büsserach   | 1920              | 7,55           |
| Erschwil    | Erschwil    | 922               | 7,48           |
| Fehren      | Fehren      | 586               | 1,50           |
| Grindel     | Grindel     | 492               | 3,05           |
| Himmelried  | Himmelried  | 968               | 6,00           |
| Kleinlützel | Kleinlützel | 1297              | 16,34          |
| Meltingen   | Meltingen   | 617               | 5,76           |
| Nunningen   | Nunningen   | 1919              | 10,27          |
| Zullwil     | Zullwil     | 597               | 3,63           |
|             | Tổng        | 13.835            | 102.28         |

Bản mẫu:Districts of the canton of Solothurn